# Allium decaisnei
Allium decaisnei är en amaryllisväxtart som beskrevs av Karel Presl. Allium decaisnei ingår i släktet lökar, och familjen amaryllisväxter. Inga underarter finns listade i Catalogue of Life.